# Fritz Alfred Zimmer
Fritz Alfred Zimmer (* 26. November 1880 in Schöneck/Vogtl.; † 17. April 1954 in Bernsbach) war ein deutscher Lehrer und Dichter. 

## Leben
Er wurde im sächsischen Vogtland geboren, wo er die Schule besuchte. 1895 ging er an das Königliche Lehrerseminar nach Annaberg. Dort begann er mit seinen ersten Versuchen der Dichtkunst. 1903 erschienen diese erstmals im neuaufgelegten Sächsischen Sagenbuch von Alfred Meiche in Druck. Es folgten mehr als 1000 Veröffentlichungen. Im Mittelpunkt seiner wissenschaftlichen Forschungen stand insbesondere der Dichter Julius Mosen.
1901 beendete er das Lehrerseminar und war bis 1904 als Hilfslehrer im vogtländischen Raun tätig. Dann erhielt er eine Stelle als Lehrer, später als Oberlehrer am heutigen Georgengymnasium in Zwickau, wo er für knapp 30 Jahre tätig war. Er wirkte auch viele Jahre im Vorstand des Sächsischen Lehrervereins. Nach der Machtergreifung der Nationalsozialisten wurde er 1933 aus dem Schuldienst entlassen. Da sein Sohn als Zahnarzt in Bernsbach tätig war, zog er zu diesem in das obere Erzgebirge. In Bernsbach entstanden elf seiner Bücher, darunter sein Standardwerk über Julius Mosen, das 1938 im Verlag Heimatwerk Sachsen erschien.
Nach Ende des Zweiten Weltkrieges trat er in die LDPD ein. Im Alter von über 65 Jahren wurde er zum Kreisschulrat nach Aue (Sachsen) berufen und gab daneben in der Volkshochschule Unterricht. Aufgrund seiner zunehmenden Schwerhörigkeit musste er 1949 seinen Lehrerberuf aufgeben.